# Linia kolejowa Tarnopol – Lwów
Linia kolejowa Tarnopol – Lwów – linia kolejowa na Ukrainie łącząca stację Lwów ze stacją Tarnopol przez Krasne. Znajduje się w obwodach lwowskim i tarnopolskim. Zarządzana jest przez Kolej Lwowską (oddział ukraińskich kolei państwowych).
Linia na całej długości jest dwutorowa i zelektryfikowana.

## Historia
Linia ta stanowi fragment dawnej Kolei galicyjskiej im. Karola Ludwika. Odcinek Lwów – Krasne – Złoczów otwarto 12 lipca 1869. Do Tarnopola przedłużono go 1 sierpnia 1871. Początkowo linia leżała w Austro-Węgrzech, w latach 1918 - 1945 w Polsce, następnie w Związku Sowieckim (1945 - 1991) i od 1991 na Ukrainie.